# Asnières-en-Montagne
Asnières-en-Montagne é uma comuna francesa na região administrativa da Borgonha-Franco-Condado, no departamento de Côte-d'Or. Estende-se por uma área de 30 km². Em 2010 a comuna tinha 199 habitantes (densidade: 6,6 hab./km²).